# Mats Deijl
Mats Deijl (Vlaardingen, 25 luglio 1997) è un calciatore olandese, difensore del Go Ahead Eagles.

## Caratteristiche tecniche
È un terzino destro.

## Carriera
Debutta fra i professionisti il 16 dicembre 2016 con la maglia del Den Bosch in occasione dell'incontro di Eerste Divisie vinto 4-0 contro il Fortuna Sittard; rimane con il club biancoblu fino al 2021, quando si trasferisce al Go Ahead Eagles appena promosso in Eredivisie.

## Statistiche
Statistiche aggiornate all'8 maggio 2021.

### Presenze e reti nei club
| Stagione        | Squadra         | Campionato      | Campionato | Campionato | Coppe nazionali | Coppe nazionali | Coppe nazionali | Coppe continentali | Coppe continentali | Coppe continentali | Altre coppe | Altre coppe | Altre coppe | Totale | Totale | Totale |
| Stagione        | Squadra         | Comp            | Pres       | Reti       | Comp            | Pres            | Reti            | Comp               | Pres               | Reti               | Comp        | Pres        | Reti        | Pres   | Reti   |        |
| --------------- | --------------- | --------------- | ---------- | ---------- | --------------- | --------------- | --------------- | ------------------ | ------------------ | ------------------ | ----------- | ----------- | ----------- | ------ | ------ | ------ |
| 2016-2017       | Den Bosch       | 1D              | 4          | 0          | CO              | 0               | 0               |                    | -                  | -                  |             | -           | -           | 4      | 0      |        |
| 2017-2018       | Den Bosch       | 1D              | 34         | 1          | CO              | 1               | 0               |                    | -                  | -                  |             | -           | -           | 35     | 1      |        |
| 2018-2019       | Den Bosch       | 1D              | 19         | 0          | CO              | 0               | 0               |                    | -                  | -                  |             | -           | -           | 19     | 0      |        |
| 2019-2020       | Den Bosch       | 1D              | 29         | 2          | CO              | 1               | 0               |                    | -                  | -                  |             | -           | -           | 30     | 2      |        |
| 2020-2021       | Den Bosch       | 1D              | 22         | 0          | CO              | 1               | 0               |                    | -                  | -                  |             | -           | -           | 23     | 0      |        |
| 2021-2022       | Go Ahead Eagles | ED              | 4          | 0          | CO              | 0               | 0               |                    | -                  | -                  |             | -           | -           | 4      | 0      |        |
| Totale carriera | Totale carriera | Totale carriera | 112        | 3          |                 | 3               | 0               |                    | -                  | -                  |             | -           | -           | 115    | 3      |        |

## Palmarès

### Club

#### Competizioni nazionali
- Coppa dei Paesi Bassi: 1

Go Ahead Eagles: 2024-2025